# Stazione di Varazze
Stazione di Varazze vasútállomás Olaszországban, Varazze településen.

## Vasútvonalak
Az állomást az alábbi vasútvonalak érintik:
- Genova–Ventimiglia-vasútvonal

## Kapcsolódó állomások
A vasútállomáshoz az alábbi állomások vannak a legközelebb:
- Stazione di Celle Ligure
- Stazione di Cogoleto
- Stazione di Celle Ligure (1883)
- Stazione di Varazze (1868)